# Karl Koller (calciatore)
Karl Koller (Matzendorf-Hölles, 8 febbraio 1929 – 24 gennaio 2009) è stato un allenatore di calcio e calciatore austriaco, di ruolo centrocampista.

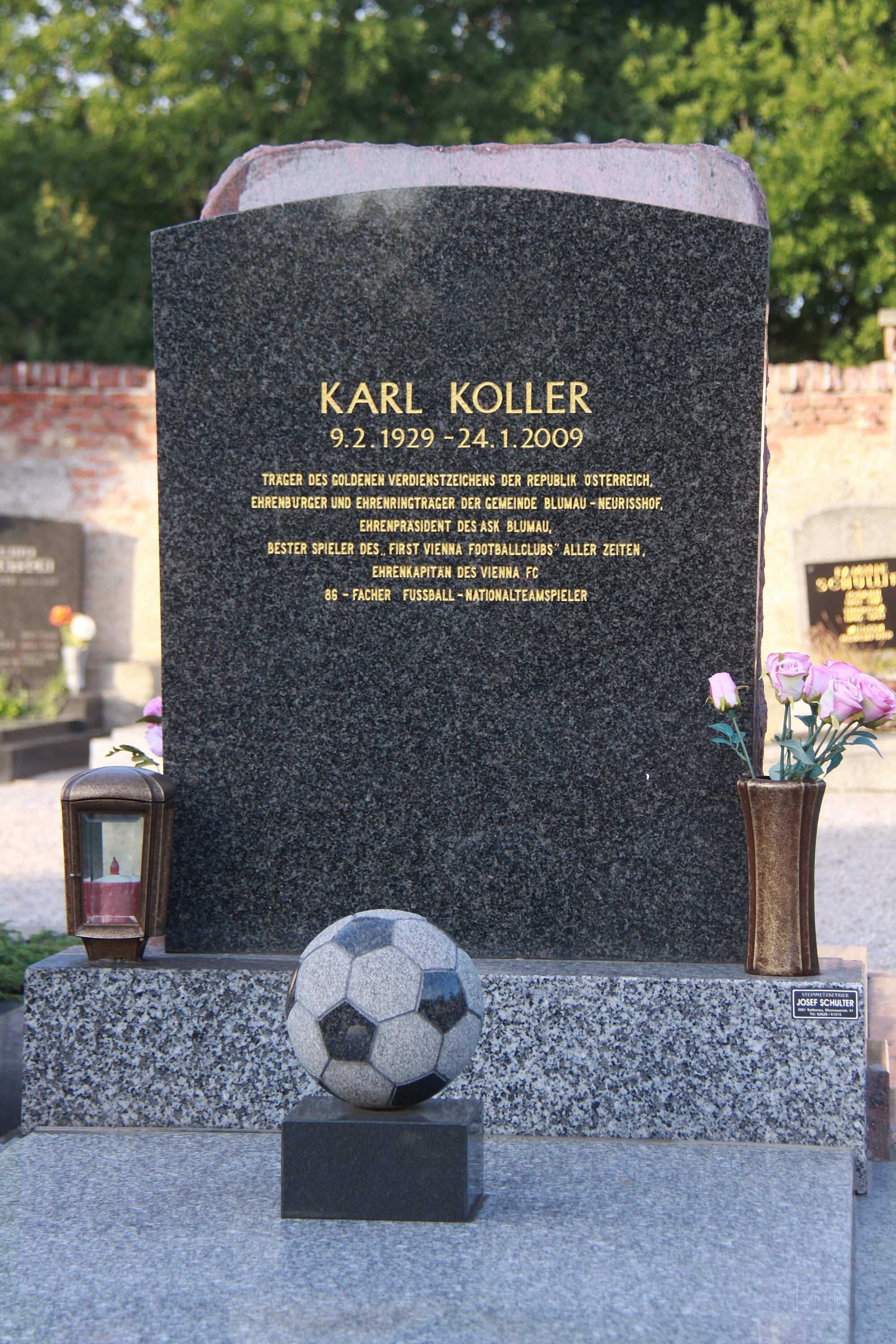
Tomba di Karl Koller (1929–2009)

Secondo l'IFFHS è stato uno dei migliori cento calciatori europei del XX secolo.

## Carriera

### Giocatore

#### Club
Ha giocato per tutta la sua carriera, dal 1949 al 1966, con il First Vienna, con cui ha vinto un campionato e una Coppa d'Austria.

#### Nazionale
Ha debuttato con la Nazionale austriaca nel 1952 in un'amichevole contro il Belgio ed ha partecipato ai Mondiali del 1954, raggiungendo il terzo posto, e del 1958, in cui ha segnato un gol contro l'Inghilterra.
In totale ha collezionato con la Nazionale 86 presenze ed ha segnato 5 gol. È il quinto giocatore austriaco per numero di presenze in Nazionale.

### Allenatore
Nel 1967, terminata la carriera da giocatore, ha allenato per una stagione il 1. Wiener Neustädter SC.

## Palmarès

### Club

#### Competizioni nazionali
- Coppa d'Austria: 1

First Vienna: 1961
- Campionato di calcio austriaco: 1

First Vienna: 1955